# Дем'ян Карасені
Дем'ян Карасені (гаг. Demian Karaseni, * 20 червня 1966, село Конгаз) — гагаузький політик, заступник Голови Народних Зборів Гагаузії. Заслужений тренер Молдови та майстер спорту СССР з вільної боротьби.

## Освіта
Закінчив Кишинівський державний педагогічний інститут ім. Іона Крянге і Академію публічного управління при Президентові Молдавії.

## Біографія
- З 1990 — викладач ДЮСШ у місті Комрат, СШ № 1 у селі Конгаз.

- 1999 — депутат Народних Зборів Гагаузії.

- 2002-2003 — виконавчий директор компанії «Транс-Ойл».

- У травні 2003 — обраний примарем села Конгаз.

- Жовтень 2003 — обраний головою Асоціації примарів та голів рад Гагаузії.

- З 2003 — голова Асоціації примарів та голів рад Гагаузії. Член колегії міністерства публічного управління Молдови. Представник Молдови в Міжнародному конгресі місцевих і регіональних влад Ради Європи (Страсбург).

- Червень 2007 — повторно обраний примарем села Конгаз.

- У 2008 — обраний заступником Голови Народних Зборів Гагаузії.

## Нагороди
- Медаль святого Паїсія Велічіковського, (2005).
- Державна нагорода Мірітул Чивиков (2006).